# Parc d'État du canal du Delaware
Le parc national du canal du Delaware est un parc d'État de Pennsylvanie situé dans le comté de Bucks et de Northampton, en Pennsylvanie, aux États-Unis. L'attraction principale du parc est le canal du Delaware, parallèle à la rivière Delaware, entre Easton et Bristol.
La rivière Delaware est la plus longue rivière libre à l’est du Mississippi aux États-Unis. Elle constitue une voie de migration majeure pour l’ombre et la sauvagine américaine. Un centre d'accueil des visiteurs est situé à New Hope et le bureau de gestion du parc est situé à Upper Black Eddy.Le parc comprend deux zones naturelles distinctes : les falaises de Nockamixon et les îles River. On y trouve les activités suivantes : la randonnée, le vélo et le ski de fond le long du chemin de halage, la pêche dans le canal et la rivière et des promenades en bateau sur le canal.
Le parc national du canal du Delaware a été choisi par le département de la conservation et des ressources naturelles de la Pennsylvanie (DCRN) et son bureau des parcs comme l'un des « 25 parcs d'État à voir absolument en Pennsylvanie ».
Le parc d'État du Delaware Canal a souvent été victime d'inondations. Le sentier a été restauré dans les années 2000, mais a de nouveau été rincé par les inondations d'avril 2011. Les voies empruntées par les canaux Delaware et Raritan du côté New Jersey du Delaware n'ont pas subi les mêmes dommages.

## Parcours

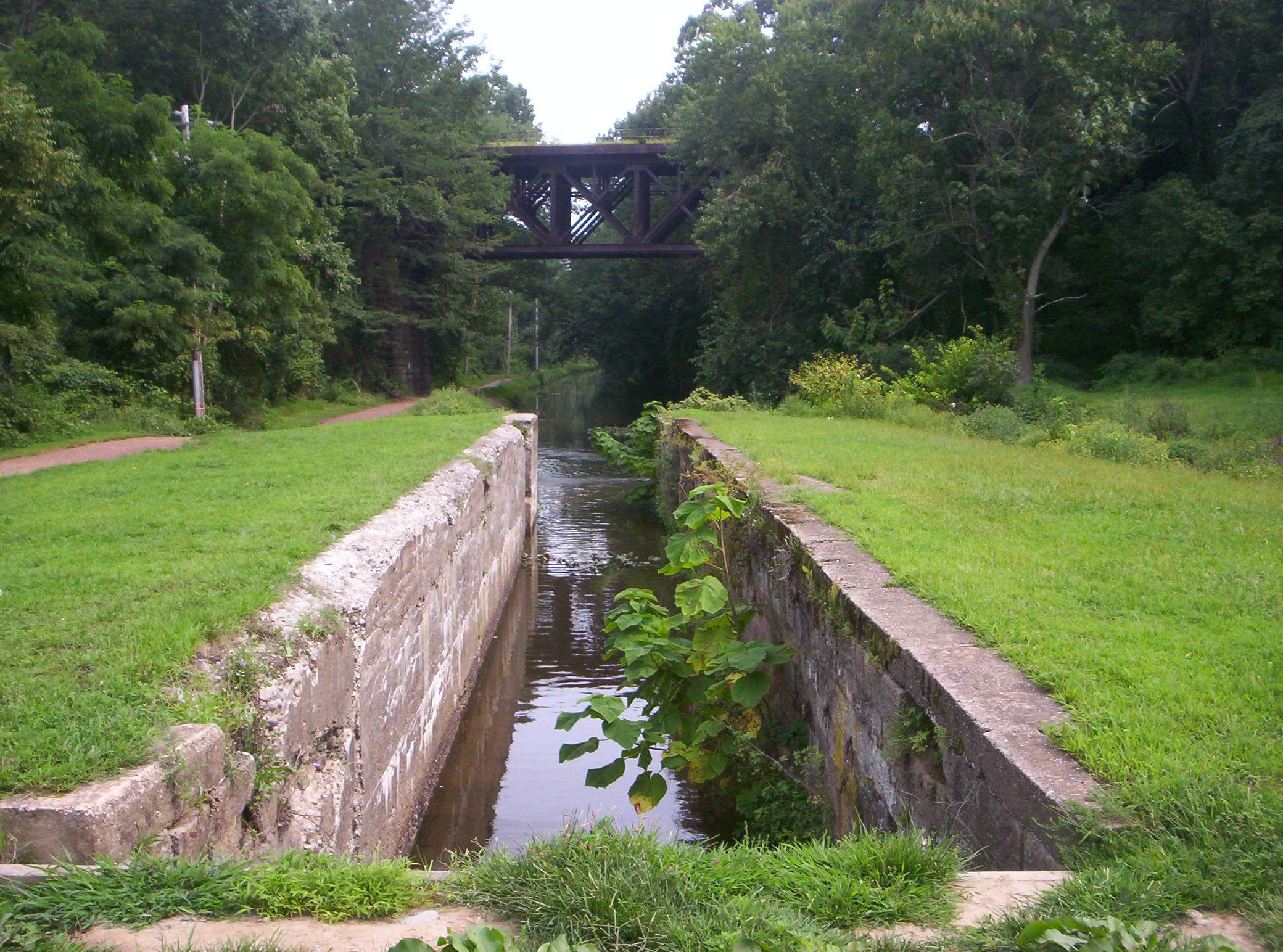
Vue du parc, avec le chemin de halage à gauche et les rails de la ligne de train pour Trenton en arrière-plan

Le canal du Delaware part de l'embouchure de la rivière Lehigh à Easton et longe la rivière Delaware vers le sud jusqu'à Bristol. Les terrains le long du canal sont un mélange de propriétés privées et de terres de parcs d’États. Le parc d’État couvre environ 336 ha le long des 97 km du canal.
Le parcours du parc du canal de Delaware se déroule de la façon suivante : en quittant Easton, le canal pénètre dans le canton de Williams, dans le comté de Northampton, et se dirige vers le sud en longeant la rivière Delaware. Le parc traverse le comté de Bucks et traverse les municipalités suivantes : l'arrondissement de Riegelsville, les cantons de Durham, Nockamixon, Bridgeton, Tinicum, Plumstead et Solebury, l'arrondissement de New Hope, de nouveau dans le canton de Solebury, Upper Makefield et Lower Makefield les cantons, l’arrondissement de Yardley, dans le canton de Lower Makefield et l’arrondissement de Morrisville.
La rivière Delaware a suivi une direction sud-est jusqu'à présent, mais après Morrisville dans le canton de Falls, elle tourne à environ 90 degrés pour couler vers le sud-ouest. Le canal et le parc tournent vers le sud-ouest plus tôt et quittent la rivière à Morrisville, coupant ce coin. Le parc et le canal traversent le comté de Falls pour atteindre l’arrondissement de Tullytown, où ils suivent à nouveau un parcours parallèle à la rivière. De Tullytown, le canal traverse le canton de Bristol et se termine dans l’arrondissement de Bristol.

## Histoire
Le canal du Delaware s'étend de Bristol à Easton le long de la rivière Delaware. Il était utilisé pour transporter du charbon et d'autres produits du canal Lehigh débutant à Mauch Chunk (aujourd'hui Jim Thorpe) vers les centres industriels de la région de Philadelphie, près de Bristol, en Pennsylvanie. Le canal a été construit au milieu du 19e siècle et son dernier trafic commercial a eu lieu le 17 octobre 1931. L’État a acheté 64 km du canal en 1931 et les 32 km restants en 1940,.
La division du Delaware du canal de Pennsylvanie et son chemin de halage sont devenus le parc national Theodore Roosevelt au début des années 1950, lorsque les bermes ont été restaurés et que le canal a été rempli d'eau. Le parc a été renommé  « Parc national de Delaware » en 1989. Le Congrès américain a désigné le canal du Delaware comme monument historique national enregistré et son chemin de halage est un sentier récréatif national.
Du milieu des années 1950 jusqu'en 2006, les visiteurs du parc ont eu la possibilité d'explorer le canal à bord de bateaux muletiers exploités à partir d'un atterrissage à l'écluse 11 de New Hope, et opérant au nord de ce point, terminant à environ 1,6 km ) au nord de l’atterrissage de l’écluse 11, près des ponts Rabbit Run et US Route 202, mais a pu naviguer jusqu’à l’aire de loisirs de Virginia Forrest, à environ 7,2 km au nord de l’atterrissage de l’écluse 11 pour les particuliers. En raison du manque d'entretien du canal par DCRN et des inondations, la concession de la barge a été forcée de fermer ses portes.

## Zones naturelles
Les zones naturelles des parcs d'état de Pennsylvanie sont des zones spéciales qui sont mises de côté dans les parcs d'état pour permettre aux processus naturels des processus biologiques et physiques de fonctionner, généralement sans intervention humaine. Le Delaware Canal State Park comprend deux zones de ce type: River Islands et Nockamixon Cliffs. Ces zones naturelles sont réservées aux scientifiques ce qui va leur permettre d’observer les écosystèmes naturels à l’œuvre, de protéger la flore, des habitats d’animaux et des habitats naturels ,uniques et typiques, ainsi que de protéger la  beauté naturelle,. 

## Îles fluviales
La rivière Delaware a onze îles protégées contre tout développement futur. Les îles contiennent des indices archéologiques sur le passé, fournissent des habitats pour la sauvagine et les oiseaux chanteurs migrateurs, et offrent des loisirs dans un cadre sauvage pour pêcheurs et canoéistes,.
Certaines des îles faisaient d'abord partie du rivage du fleuve et ont depuis été séparées par les effets de l'érosion, du mouvement du fleuve ou de l'intervention de l'homme, mais d'autres îles se sont naturellement construites dans le fleuve. Ces îles fluviales se sont développées à partir de dépôts de limon qui ont attiré les graines. Les graines ont poussé dans les plantes et les arbres. Les racines des plantes et des arbres ont entraîné la future formation de limon et de terre et conduit à la formation des îles. Ces îles sont pour la plupart stables mais peuvent être déplacées à cause des effets de l’érosion du fleuve et des inondations,.

## Falaises de Nockamixon

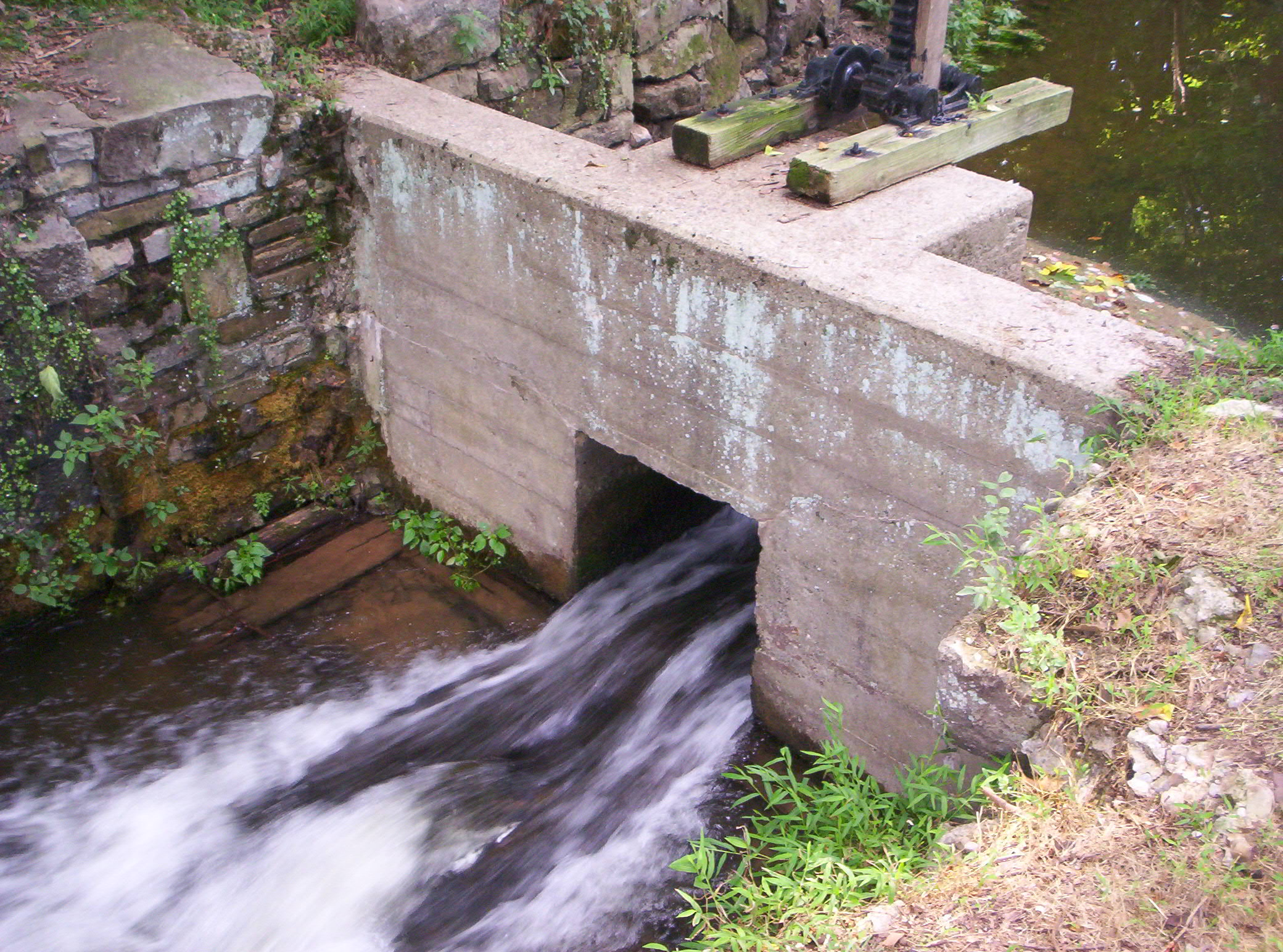
Vue sur le canal du Delaware, près de Yardley en Pennsylvanie

Les falaises le long de la rivière Delaware, connues sous le nom de "falaises de Nockamixon" semble apparaître de la terre, mais sont en réalité des formations de pierres très dures qui se sont dégradées à un rythme beaucoup plus lent que les terres environnantes.Ces falaises sont constituées de roches résistantes aux intempéries appelées "hornfe" formées à la fin de la période triasique lorsque le magma est apparu au plus profond de la croûte terrestre et s’est écoulé dans des couches de roches sédimentaires. Les falaises "se sont levées" pendant la période jurassique, lorsque le grès et les schistes environnants ont été abîmés par le vent et l’eau,.
Les falaises de Nockamixon sont situées le long de la rivière pour que les falaises qui font face au nord en Pennsylvanie reçoivent peu ou pas de lumière directe du soleil ce qui rend la zone près des falaises plus chaude et plus sèche que d'habitude, créant un habitat pour les plantes qui se développent normalement dans des zones beaucoup plus arides,.

## Alose américaine
La rivière Delaware est utilisée par les aloses américaines lors de leur ponte. Les poissons sont les plus gros membres de la famille du hareng. Ils font partie d'une espèce "anadrome", ce qui signifie qu'ils naissent et se reproduisent en eau douce mais passent la majorité de leur vie en eau salée (de l'océan Atlantique). Après avoir passé trois à six ans en mer, les aloses retournent dans les eaux de leur naissance pour se reproduire. Contrairement au saumon, tous les aloses ne meurent pas après la reproduction certains survivent et retournent dans l'océan.
Les aloses américaines ont longtemps été une ressource alimentaire vitale pour les populations riveraines du fleuve Delaware. La tribu dépendait de la migration de l'alose comme aliment de base de leur régime alimentaire. Ils ont récolté le poisson et l'ont préparé de plusieurs façons. Certains poissons ont été grillés rapidement sur des étagères en bois et d'autres ont été conservés pour être utilisés plus tard en les fumant ou en les séchant à l'air libre. Les Moraves et les autres premiers colons européens de la "vallée de la rivière Delaware" dépendaient également de l'alose pour leur régime alimentaire.
La population est en plein essor le long de la rivière Delaware, en particulier à Philadelphie, Easton, Camden et Trenton, ce qui a entraîné une augmentation de la pollution dans la rivière Delaware. La pollution des eaux usées et industrielle, combinée à une surpêche extensive, a presque entraîné un effondrement total de la population d'alose. La pollution était si mauvaise ce qui fait qu'au cours des années qui ont suivi la Seconde Guerre mondiale, pratiquement 32 km du fleuve étaient une zone morte, dépourvue d'oxygène dissous. Cette zone morte empêchait la migration de shad. Les barrages construits à l'époque du canal pour fournir de l'eau aux canaux ont également limité les tendances de migration de l'alose.
La combinaison de barrages et de pollution a pratiquement causé l'alose à abandonner le fleuve Delaware et ses affluents. Ces efforts ont mené à la restauration de l'alose américaine dans le Delaware. 

## Loisir
Le chemin de halage du canal du Delaware longe le canal sur 97 km entre Easton et Bristol. Il était autrefois utilisé par des équipes de mules pour remorquer les péniches le long du canal. Aujourd'hui, c'est un sentier récréatif national ouvert aux marcheurs, joggeurs, cyclistes, observateurs d'oiseaux et skieurs de fond. Cinq ponts sur le fleuve Delaware relient les sentiers du parc d'État du Canal Delaware aux chemins du New Jersey, situés dans les parcs d'État du Delaware et de Raritan Canal.
La rivière Delaware et le canal du Delaware sont des zones de pêche en eaux chaudes. Les poissons de jeu communs incluent l'alose d'Amérique, le bar rayé, le doré et l'achigan à petite bouche. La rivière est également populaire auprès des personnes qui souhaitent l'explorer dans des canoës et autres petites embarcations non motorisées. Tous les bateaux doivent avoir un permis de lancement pour la Pennsylvanie ou le New Jersey ou une immatriculation toujours en vigueur de n'importe quel état.